# Tá Tudo Bem
"Tá Tudo Bem" é uma canção da artista musical brasileira Ivete Sangalo, presente no seu álbum de estreia homônimo (1999). A canção foi lançada como primeiro single do álbum, em 7 de julho de 1999 pela Universal. "Tá Tudo Bem" foi escrita por Alexandre Peixe e é uma balada com toques de samba-reggae que fala sobre uma paixão avassaladora.
A canção foi um sucesso nas paradas, alcançando o topo do Hot 100 Brasil, se tornando seu primeiro número um solo. O videoclipe da canção foi gravado em agosto de 1999, e conta com Ivete cantando a canção no alto dos prédios de São Paulo. "Tá Tudo Bem" foi incuída num medley com as canções "Me Abraça", "Eternamente" e "Pegue Aí" para o seu terceiro álbum ao vivo Multishow ao Vivo: Ivete Sangalo no Madison Square Garden (2010).

## Antecedentes e lançamento
Após seis álbuns lançados com a Banda Eva, entre 1993 e 1998, que venderam mais de 4 milhões de cópias, e sucessos como "Alô Paixão", "Beleza Rara", "Eva", "Arerê", "Carro Velho", entre outros, Sangalo anunciou em 1999 que sairia da banda. A artista afirmou que com a carreira solo ela escolherá as músicas que canta, quem fará os arranjos, qual a roupa que usará no palco e onde irá tocar. A cantora também confirmou, "O repertório vai ser todo escolhido por mim. Para isso, estou ouvindo várias fitas, com músicas de diversos compositores". Dentre as músicas, estava "Tá Tudo Bem", composição de Alexandre Peixe que entrou no seu primeiro álbum de estúdio, intitulado Ivete Sangalo (1999). A canção foi lançada como primeiro single solo da carreira de Ivete, em meados de julho de 1999, com um cd promocional sendo lançado também em 99.

## Composição
"Tá Tudo Bem" foi escrita por Alexandre Peixe, sendo uma balada romântica, com toques de samba-reggae. A canção fala sobre um amor avassalador, que conquistou a protagonista, o que é evidenciado na parte, "Chegou e me levou como uma onda, pintou e conquistou meu coração, não consigo esquecer aquele beijo na beira do mar não." Com o progresso da canção, percebe-se que o seu amor não está por perto, e Ivete pede para que ele volte para ela, o que é explicitado no refrão, "Liga pra mim, diga que vem, faz um carinho, sou seu neném, fala baixinho no meu ouvidinho, 'tá tudo bem'."

## Outras versões
A canção foi incluída no álbum Perfil de Sangalo, do ano de 2008. O álbum conta com os maiores sucessos da carreira da cantora. Sangalo também incluiu a canção num medley com as canções "Me Abraça", "Pegue Aí" e "Eternamente" para o CD/DVD Ivete Sangalo no Madison Square Garden, de 2010. As canções "Me Abraça" e "Pegue Aí" são da época de Sangalo na Banda Eva, enquanto que "Tá Tudo Bem" e "Eternamente" fazem parte do primeiro álbum da cantora. O autor da canção, Alexandre Peixe, também incluiu a canção no seu CD/DVD Peixe ao Vivo em Salvador (2010), num medley com a canção "Me Chama de Amor".

## Videoclipe
O videoclipe da canção foi gravado em agosto de 1999, com diretor Hugo Prata. No clipe Sangalo contracena com o modelo da Next, Glauco, já o styling é de Jackson Araujo. O videoclipe apresenta Sangalo cantando a canção no alto dos prédios de São Paulo, além de várias cenas da cantora dentro de uma casa, sentada no sofá, com várias roupas de inverno.

## Prêmios e indicações
| Ano  | Prêmio                 | Categoria         | Resultado |
| ---- | ---------------------- | ----------------- | --------- |
| 2000 | MTV Video Music Brasil | Videoclipe de Axé | Indicado  |